# Vincetoxicum grandifolium
Vincetoxicum grandifolium är en oleanderväxtart som först beskrevs av William Botting Hemsley, och fick sitt nu gällande namn av Ping Tao Li. Vincetoxicum grandifolium ingår i släktet tulkörter, och familjen oleanderväxter. Inga underarter finns listade i Catalogue of Life.